# علامة كوخر
علامة كوخر (بالإنجليزية: Kocher's sign)‏ هي علامة طبية تُظهر ظاهرة جفن العين في حالات فرط الدرقية وداء غريفز. عند التثبيت على حركة صعودية سريعة، يحدث انكماش مُتشنج في جفن العين.